# Mario Lemina
Mario Lemina, né le 1er septembre 1993 à Libreville (Gabon), est un footballeur international gabonais qui évolue au poste de milieu de terrain au Galatasaray SK.

## Biographie

### Carrière en club

#### Débuts à Lorient
Mario Lemina commence sa carrière professionnelle au FC Lorient. Après avoir retenu l'attention de l'entraineur Christian Gourcuff dès son premier entraînement, il joue son premier match en professionnel le 22 janvier 2013, lors des seizièmes de finale de la Coupe de France face à Sedan.
Il joue dix-huit matchs sous le maillot lorientais avant d'être transféré dans les toutes dernières heures du marché des transferts.

#### Olympique de Marseille

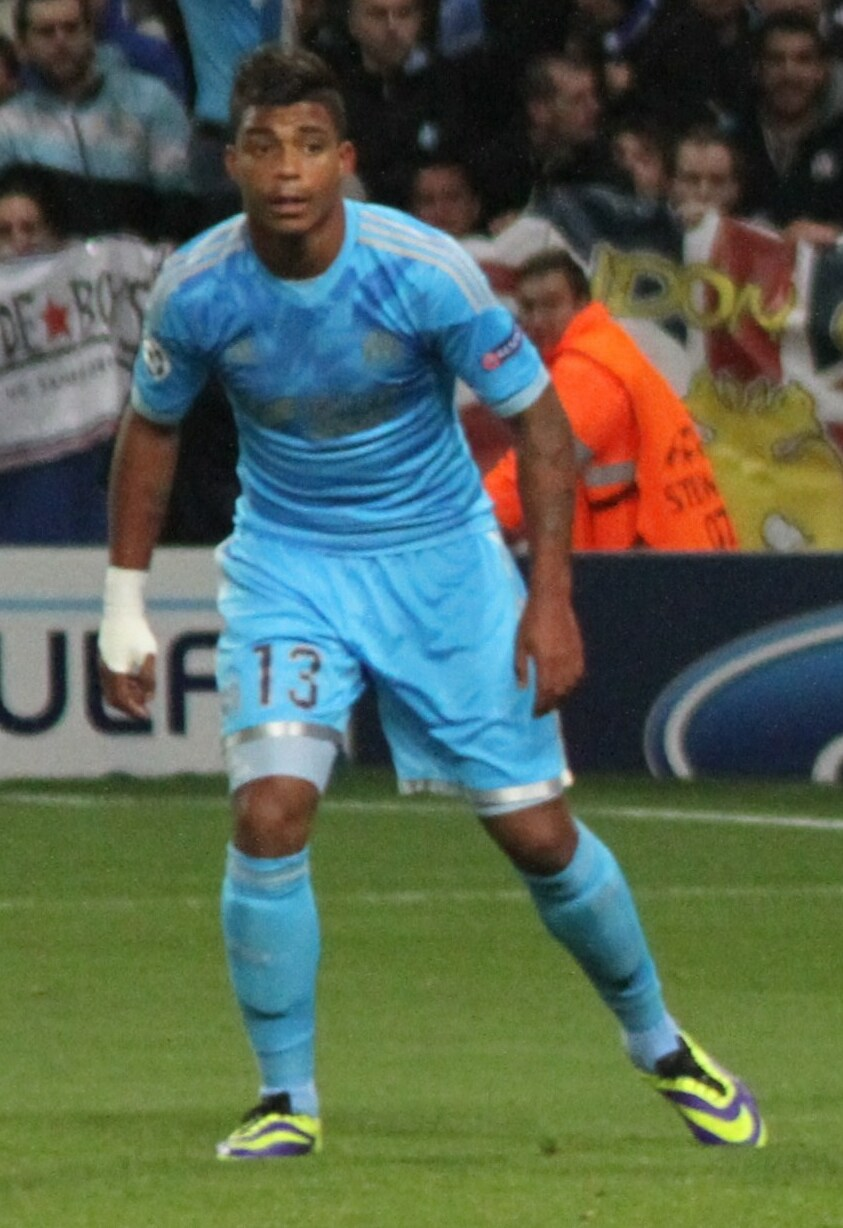
Lemina avec l'Olympique de Marseille en 2013.

Le 2 septembre 2013, dans les dernières heures du marché des transferts, il s'engage avec l'Olympique de Marseille.
Le 24 septembre suivant, il porte pour la première fois le maillot phocéen contre Saint-Étienne en remplaçant Dimitri Payet.
Le 23 novembre 2014, il marque son premier but sous les couleurs de l'OM face à Bordeaux de la tête sur un centre de Dimitri Payet pour le compte de la 14e journée de Ligue 1.

#### Juventus
Le 31 août 2015, Mario Lemina signe en faveur de la Juventus sous la forme d'un prêt payant avec option d'achat obligatoire. Le 20 septembre suivant, il joue son premier match sous les couleurs turinoises en étant titulaire contre le Genoa CFC lors de la quatrième journée de championnat puis marque son premier but avec la Juventus le 26 septembre 2015 face au SSC Naples lors d'une défaite deux buts à un.
Le 29 avril 2016, il annonce sur les réseaux sociaux s'être engagé avec la Juventus jusqu'en 2020, le club italien ayant levé l'option d'achat conclue dans le cadre du prêt du joueur par l'Olympique de Marseille. Le 21 mai 2016, il remporte la Coupe d'Italie face à l'AC Milan.

#### Southampton FC
Le 8 août 2017, Lemina s'engage pour cinq saisons avec le Southampton FC. Il dispute sa première rencontre de Premier League le 19 août face à West Ham ({deuxième journée, victoire 3-2). Tout au long de la saison, Southampton lutte pour son maintien en première division. Son entraîneur, Mauricio Pellegrino, est notamment évincé le 12 mars 2018. Sous les ordres de Mark Hughes, les Saints se classent finalement 17e. Mario Lemina clôt l'exercice avec 25 apparitions en championnat, dont 20 titularisations, pour un but inscrit et une passe décisive délivrée.
Lors de la saison 2018-2019, Southampton lutte de nouveau pour son maintien. Lemina s'impose comme un homme de base de Mark Hughes, étant titularisé à 15 reprises sur la phase aller. La phase retour s'avère plus compliquée, le milieu de terrain souffrant d'une blessure abdominale, le privant de nombreux matchs entre décembre 2018 et avril 2019.
N'entrant pas dans les plans de Ralph Hasenhüttl en vue de la saison 2019-2020, il est poussé à trouver un nouveau point de chute.

#### Prêt à Galatasaray
Le 2 septembre 2019, il est prêté pour une saison avec option d'achat au Galatasaray SK. En Turquie, il prend part à la Ligue des champions, disputant quatre rencontres de phase de groupe où son équipe ne parvient pas à remporter une rencontre et termine dernière, derrière le Paris Saint-Germain, le Real Madrid et le Club Bruges.
Il prend part à vingt-huit matchs avec le club turc, qui ne lève pas l'option d'achat, avant de retourner à Southampton.

#### Prêt à Fulham
Le 30 août 2020, Lemina est cédé en prêt pour une saison au Fulham FC,. Il marque son premier but sous ses nouvelles couleurs le 7 mars 2021 pour une victoire (0-1) contre le Liverpool FC.

#### OGC Nice
En 2021, il est transféré à l’OGC Nice et réalise une bonne saison 2021-2022 en marquant deux buts contre Lens et Marseille.

#### Wolverhampton
Le 13 janvier 2023, lors du mercato hivernal, il est transféré de l'OGC Nice à Wolverhampton pour un montant de 10M€. Il signe un contrat de trois ans et demi. Il va connaître son troisième club anglais après Southampton et Fulham.

#### Galatasaray SK
Après plusieurs jours de rumeurs et de tractations, Lemina s'engage au club turc du Galatasaray SK le 5 février 2025, où il avait joué en prêt lors de la saison 2019-2020. Il paraphe un contrat d'un an et demi, avec une année supplémentaire optionnelle, pour un montant de transfert s'élevant à 2,5 millions d'euros.

### Carrière en sélection
Mario Lemina participe et remporte la Coupe du monde des moins de 20 ans 2013 avec l'équipe de France des moins de 20 ans. Il joue quatre matchs lors de la compétition dont deux en tant que titulaire.
Sélectionné dans la liste des vingt-trois du Gabon pour la Coupe d'Afrique des nations 2015, il fait part de son refus, affirmant qu'il n'a conclu « aucun accord » avec ce pays.
Le 2 juin 2015, il annonce qu'il souhaite finalement défendre les couleurs de la patrie de son père et il choisit de représenter le Gabon et non la France. Le 28 août suivant, il est sélectionné pour la première fois avec le Gabon pour participer à deux matchs amicaux contre le Soudan et la Zambie. Cependant, son nouveau club, la Juventus demande à la Fédération gabonaise de football de pouvoir exceptionnellement le retenir pour finaliser les détails administratifs de son arrivée au club. La fédération répond positivement à la demande, reportant ainsi son arrivée en sélection. Il effectue sa première sélection avec le Gabon le 9 octobre 2015 en étant titulaire contre la Tunisie. Il marque son premier but en international dès sa première sélection.
Il fait partie de la liste des vingt-trois Gabonais qui participent à la Coupe d'Afrique des nations 2017. Cependant, la compétition se termine rapidement pour lui. En effet, après un premier match contre la Guinée-Bissau, il lui est détecté une blessure au dos qui le contraint à déclarer forfait pour le reste de la compétition.

### Vie privée
Son petit frère Noha Lemina (en) est aussi footballeur professionnel. Il joue au FC Annecy en provenance du Paris Saint-Germain. Sa compagne est Fanny Neguesha avec qui le footballeur a deux enfants.

## Statistiques
| Saison                | Club                    | Championnat           | Championnat | Championnat | Coupe nationale | Coupe nationale | Coupe de la Ligue | Coupe de la Ligue | Supercoupe | Supercoupe | Compétition(s) continentale(s) | Compétition(s) continentale(s) | Compétition(s) continentale(s) | Total | Total |
| Saison                | Club                    | Division              | M.          | B.          | M.              | B.              | M.                | B.                | M.         | B.         | Comp.                          | M.                             | B.                             | M.    | B.    |
| 2012-2013             | FC Lorient              | Ligue 1               | 10          | 0           | 4               | 0               | -                 | -                 | -          | -          | -                              | -                              | -                              | 14    | 0     |
| 2013-2014             | FC Lorient              | Ligue 1               | 4           | 0           | -               | -               | -                 | -                 | -          | -          | -                              | -                              | -                              | 4     | 0     |
| Sous-total            | Sous-total              | Sous-total            | 14          | 0           | 4               | 0               | -                 | -                 | -          | -          | -                              | -                              | -                              | 18    | 0     |
| 2013-2014             | Olympique de Marseille  | Ligue 1               | 14          | 0           | 1               | 0               | 2                 | 0                 | -          | -          | C1                             | 4                              | 0                              | 21    | 0     |
| 2014-2015             | Olympique de Marseille  | Ligue 1               | 23          | 2           | 1               | 0               | 1                 | 0                 | -          | -          | -                              | -                              | -                              | 25    | 2     |
| 2015-2016             | Olympique de Marseille  | Ligue 1               | 4           | 0           | -               | -               | -                 | -                 | -          | -          | -                              | -                              | -                              | 4     | 0     |
| Sous-total            | Sous-total              | Sous-total            | 41          | 2           | 2               | 0               | 3                 | 0                 | -          | -          | -                              | 4                              | 0                              | 50    | 2     |
| 2015-2016             | Juventus FC (prêt)      | Serie A               | 10          | 2           | 2               | 0               | -                 | -                 | -          | -          | C1                             | 1                              | 0                              | 13    | 2     |
| 2016-2017             | Juventus FC             | Serie A               | 19          | 1           | 2               | 0               | -                 | -                 | 1          | 0          | C1                             | 7                              | 0                              | 29    | 1     |
| Sous-total            | Sous-total              | Sous-total            | 29          | 3           | 4               | 0               | -                 | -                 | 1          | 0          | -                              | 8                              | 0                              | 42    | 3     |
| 2017-2018             | Southampton FC          | Premier League        | 25          | 1           | 4               | 0               | -                 | -                 | -          | -          | -                              | -                              | -                              | 29    | 1     |
| 2018-2019             | Southampton FC          | Premier League        | 21          | 1           | -               | -               | 2                 | 0                 | -          | -          | -                              | -                              | -                              | 23    | 1     |
| Sous-total            | Sous-total              | Sous-total            | 46          | 2           | 4               | 0               | 2                 | 0                 | -          | -          | -                              | -                              | -                              | 52    | 2     |
| 2019-2020             | Galatasaray SK (prêt)   | SüperLig              | 20          | 0           | 4               | 1               | -                 | -                 | -          | -          | C1                             | 4                              | 0                              | 28    | 1     |
| 2020-2021             | Fulham FC (prêt)        | Premier League        | 28          | 1           | 1               | 0               | 1                 | 0                 | -          | -          | -                              | -                              | -                              | 30    | 1     |
| 2021-2022             | OGC Nice                | Ligue 1               | 32          | 2           | 4               | 0               | -                 | -                 | -          | -          | -                              | -                              | -                              | 36    | 2     |
| 2022-2023             | OGC Nice                | Ligue 1               | 14          | 0           | 1               | 0               | -                 | -                 | -          | -          | C3                             | 7                              | 1                              | 22    | 1     |
| Sous-total            | Sous-total              | Sous-total            | 46          | 2           | 5               | 0               | -                 | -                 | -          | -          | -                              | 7                              | 1                              | 58    | 3     |
| 2022-2023             | Wolverhampton Wanderers | Premier League        | 19          | 0           | -               | -               | -                 | -                 | -          | -          | -                              | -                              | -                              | 19    | 0     |
| 2023-2024             | Wolverhampton Wanderers | Premier League        | 35          | 4           | 4               | 1               | -                 | -                 | -          | -          | -                              | -                              | -                              | 39    | 5     |
| 2024-2025             | Wolverhampton Wanderers | Premier League        | 17          | 1           | 2               | 0               | -                 | -                 | -          | -          | -                              | -                              | -                              | 19    | 1     |
| Sous-total            | Sous-total              | Sous-total            | 71          | 5           | 6               | 1               | -                 | -                 | -          | -          | -                              | -                              | -                              | 77    | 6     |
| 2024-2025             | Galatasaray SK          | SüperLig              | 12          | 1           | 4               | 0               | -                 | -                 | -          | -          | -                              | -                              | -                              | 16    | 1     |
| 2025-2026             | Galatasaray SK          | SüperLig              | 1           | 0           | -               | -               | -                 | -                 | -          | -          | -                              | -                              | -                              | 1     | 0     |
| Sous-total            | Sous-total              | Sous-total            | 13          | 1           | 4               | 0               | -                 | -                 | -          | -          | -                              | -                              | -                              | 17    | 1     |
| Total sur la carrière | Total sur la carrière   | Total sur la carrière | 308         | 16          | 34              | 2               | 6                 | 0                 | 1          | 0          | -                              | 23                             | 1                              | 372   | 19    |

## En équipe nationale
| Saison                | Sélection             | Phases finales        | Phases finales | Phases finales | Phases finales | Éliminatoires | Éliminatoires | Éliminatoires | Matchs amicaux | Matchs amicaux | Matchs amicaux | Total | Total | Total |
| Saison                | Sélection             | Compétition           | M              | B              | Pd             | M             | B             | Pd            | M              | B              | Pd             | M     | B     | Pd    |
| --------------------- | --------------------- | --------------------- | -------------- | -------------- | -------------- | ------------- | ------------- | ------------- | -------------- | -------------- | -------------- | ----- | ----- | ----- |
| 2015-2016             | Gabon                 | -                     | -              | -              | -              | 1             | 0             | 0             | 4              | 1              | 0              | 5     | 1     | 0     |
| 2016-2017             | Gabon                 | CAN 2017              | 1              | 0              | 0              | 2             | 0             | 0             | 1              | 1              | 0              | 4     | 1     | 0     |
| 2017-2018             | Gabon                 | -                     | -              | -              | -              | 3             | 1             | 0             | 2              | 0              | 0              | 5     | 1     | 0     |
| 2018-2019             | Gabon                 | -                     | -              | -              | -              | 2             | 0             | 1             | -              | -              | -              | 2     | 0     | 1     |
| 2019-2020             | Gabon                 | -                     | -              | -              | -              | 2             | 0             | 0             | -              | -              | -              | 2     | 0     | 0     |
| 2020-2021             | Gabon                 | -                     | -              | -              | -              | 1             | 0             | 0             | -              | -              | -              | 1     | 0     | 0     |
| 2021-2022             | Gabon                 | -                     | -              | -              | -              | 4             | 0             | 0             | 2              | 0              | 0              | 6     | 0     | 0     |
| 2022-2023             | Gabon                 | -                     | -              | -              | -              | 1             | 0             | 0             | -              | -              | -              | 1     | 0     | 0     |
| 2023-2024             | Gabon                 | -                     | -              | -              | -              | 4             | 0             | 0             | 2              | 0              | 0              | 6     | 0     | 0     |
| 2024-2025             | Gabon                 | -                     | -              | -              | -              | 4             | 0             | 0             | -              | -              | -              | 4     | 0     | 0     |
| Total sur la carrière | Total sur la carrière | Total sur la carrière | 1              | 0              | 0              | 24            | 1             | 1             | 11             | 2              | 0              | 36    | 3     | 1     |

### Liste des matchs internationaux
| Matches internationaux de Mario Lemina | Matches internationaux de Mario Lemina | Matches internationaux de Mario Lemina               | Matches internationaux de Mario Lemina | Matches internationaux de Mario Lemina | Matches internationaux de Mario Lemina         | Matches internationaux de Mario Lemina                                            |
|                                        | Date                                   | Lieu                                                 | Adversaire                             | Résultat                               | Compétition                                    | Notes                                                                             |
| -------------------------------------- | -------------------------------------- | ---------------------------------------------------- | -------------------------------------- | -------------------------------------- | ---------------------------------------------- | --------------------------------------------------------------------------------- |
| 1.                                     | 9 octobre 2015                         | Stade olympique, Radès, Tunisie                      | Tunisie                                | 3-3                                    | Match amical                                   | Titulaire et remplacé par Samson Mbingui à la 78e minute de jeu.                  |
| 2.                                     | 12 octobre 2015                        | Stade de la Cité de l'Oie, Visé, Belgique            | RD Congo                               | 1-2                                    | Match amical                                   | Titulaire et remplacé par Samson Mbingui à la 76e minute de jeu.                  |
| 3.                                     | 14 novembre 2015                       | Stade d'Angondjé, Libreville, Gabon                  | Mozambique                             | 1-0, 4 tab 3                           | Éliminatoires Coupe du monde 2018              | Titulaire.                                                                        |
| 4.                                     | 25 mars 2016                           | Stade Rénovation, Franceville, Gabon                 | Sierra Leone                           | 2-1                                    | Match amical                                   | Titulaire.                                                                        |
| 5.                                     | 29 mars 2016                           | Brookfields National Stadium, Freetown, Sierra Leone | Sierra Leone                           | 1-0                                    | Match amical                                   | Titulaire.                                                                        |
| 6.                                     | 8 octobre 2016                         | Stade de Franceville, Franceville, Gabon             | Maroc                                  | 0-0                                    | Éliminatoires Coupe du monde 2018              | Titulaire.                                                                        |
| 7.                                     | 12 novembre 2016                       | Stade du 26 Mars, Bamako, Mali                       | Mali                                   | 0-0                                    | Éliminatoires Coupe du monde 2018              | Titulaire.                                                                        |
| 8.                                     | 15 novembre 2016                       | Stade olympique d'El Menzah, Tunis, Tunisie          | Comores                                | 1-1                                    | Match amical                                   | Titulaire.                                                                        |
| 9.                                     | 14 janvier 2017                        | Stade d'Angondjé, Libreville, Gabon                  | Guinée-Bissau                          | 1-1                                    | Coupe d'Afrique des nations 2017               | Titulaire et remplacé par Guélor Kanga à la 73e minute de jeu.                    |
| 10.                                    | 2 septembre 2017                       | Stade d'Angondjé, Libreville, Gabon                  | Côte d'Ivoire                          | 0-3                                    | Éliminatoires Coupe du monde 2018              | Titulaire.                                                                        |
| 11.                                    | 5 septembre 2017                       | Stade de la Paix, Bouaké, Côte d'Ivoire              | Côte d'Ivoire                          | 1-2                                    | Éliminatoires Coupe du monde 2018              | Titulaire et remplacé par Randal Oto'o à la 76e minute de jeu.                    |
| 12.                                    | 7 octobre 2017                         | Stade Mohammed-V, Casablanca, Maroc                  | Maroc                                  | 3-0                                    | Éliminatoires Coupe du monde 2018              | Titulaire.                                                                        |
| 13.                                    | 22 mars 2018                           | Stade Rajamangala, Bangkok, Thaïlande                | Thaïlande                              | 0-0, 4 tab 2                           | Match amical                                   | Titulaire.                                                                        |
| 14.                                    | 25 mars 2018                           | Stade Rajamangala, Bangkok, Thaïlande                | Émirats arabes unis                    | 1-0                                    | Match amical                                   | Titulaire et remplacé par Serge-Junior Martinsson Ngouali à la 79e minute de jeu. |
| 15.                                    | 8 septembre 2018                       | Stade d'Angondjé, Libreville, Gabon                  | Burkina Faso                           | 1-1                                    | Éliminatoires Coupe d'Afrique des nations 2019 | Titulaire.                                                                        |
| 16.                                    | 12 octobre 2018                        | Stade d'Angondjé, Libreville, Gabon                  | Soudan du Sud                          | 3-0                                    | Éliminatoires Coupe d'Afrique des nations 2019 | Titulaire et remplacé par Lévy Madinda à la 66e minute de jeu.                    |
| 17.                                    | 14 novembre 2019                       | Stade des Martyrs, Kinshasa, RD Congo                | RD Congo                               | 0-0                                    | Éliminatoires Coupe d'Afrique des nations 2021 | Titulaire et remplacé par Serge-Junior Martinsson Ngouali à la 88e minute de jeu. |
| 18.                                    | 17 novembre 2019                       | Stade d'Angondjé, Libreville, Gabon                  | Angola                                 | 2-1                                    | Éliminatoires Coupe d'Afrique des nations 2021 | Titulaire et remplacé par Jim Allevinah à la 70e minute de jeu.                   |
| 19.                                    | 25 mars 2021                           | Stade de Franceville, Franceville, Gabon             | RD Congo                               | 3-0                                    | Éliminatoires Coupe d'Afrique des nations 2021 | Titulaire.                                                                        |
| 20.                                    | 1er septembre 2021                     | Stade du 28 Mars, Benghazi, Libye                    | Libye                                  | 2-1                                    | Éliminatoires Coupe du monde de 2022           | Titulaire.                                                                        |
| 21.                                    | 5 septembre 2021                       | Stade d'Angondjé, Libreville, Gabon                  | Égypte                                 | 1-1                                    | Éliminatoires Coupe du monde de 2022           | Titulaire.                                                                        |
| 22.                                    | 8 octobre 2021                         | Stade national du 11-Novembre, Talatona, Angola      | Angola                                 | 3-1                                    | Éliminatoires Coupe du monde de 2022           | Titulaire.                                                                        |
| 23.                                    | 12 novembre 2021                       | Stade de Franceville, Libreville, Gabon              | Libye                                  | 1-0                                    | Éliminatoires Coupe du monde de 2022           | Entre en jeu à la place de David Sambissa à la 46e minute de jeu.                 |
| 24.                                    | 2 janvier 2022                         | The Sevens Stadium, Dubaï, Émirats arabes unis       | Burkina Faso                           | 0-3                                    | Match amical                                   | Titulaire et remplacé par David Sambissa.                                         |
| 25.                                    | 4 janvier 2022                         | Stade Cheikha Ould Boïdiya, Nouakchott, Mauritanie   | Mauritanie                             | 1-1                                    | Match amical                                   | Titulaire.                                                                        |
| 26.                                    | 18 juin 2023                           | Stade de Franceville, Franceville, Gabon             | RD Congo                               | 0-2                                    | Éliminatoires Coupe d'Afrique des nations 2023 | Titulaire.                                                                        |
| 27.                                    | 9 septembre 2023                       | Stade Cheikha Ould Boïdiya, Nouakchott, Mauritanie   | Mauritanie                             | 2-1                                    | Éliminatoires Coupe d'Afrique des nations 2023 | Titulaire et remplacé par Shavy Babicka à la 71e minute de jeu.                   |
| 28.                                    | 16 novembre 2023                       | Stade de Franceville, Franceville, Gabon             | Kenya                                  | 2-1                                    | Éliminatoires Coupe du monde 2026              | Titulaire et remplacé par Clench Loufilou à la 68e minute de jeu.                 |
| 29.                                    | 22 mars 2024                           | Stade de la Licorne, Amiens, France                  | Sénégal                                | 3-0                                    | Match amical                                   | Titulaire.                                                                        |
| 30.                                    | 25 mars 2024                           | Stade Walter-Luzi, Chambly, France                   | Congo                                  | 1-1                                    | Match amical                                   | Titulaire.                                                                        |
| 31.                                    | 7 juin 2024                            | Stade Amadou-Gon-Coulibaly, Korhogo, Côte d'Ivoire   | Côte d'Ivoire                          | 1-0                                    | Éliminatoires Coupe du monde 2026              | Titulaire.                                                                        |
| 32.                                    | 11 juin 2024                           | Stade de Franceville, Franceville, Gabon             | Gambie                                 | 3-2                                    | Éliminatoires Coupe du monde 2026              | Titulaire.                                                                        |
| 33.                                    | 11 octobre 2024                        | Stade de Franceville, Franceville, Gabon             | Lesotho                                | 0-0                                    | Éliminatoires Coupe d'Afrique des nations 2025 | Titulaire.                                                                        |
| 34.                                    | 15 octobre 2024                        | Stade Moses-Mabhida, Durban, Afrique du Sud          | Lesotho                                | 0-2                                    | Éliminatoires Coupe d'Afrique des nations 2025 | Titulaire.                                                                        |
| 35.                                    | 15 novembre 2024                       | Stade de Franceville, Franceville, Gabon             | Maroc                                  | 1-5                                    | Éliminatoires Coupe d'Afrique des nations 2025 | Titulaire.                                                                        |
| 36.                                    | 23 mars 2025                           | Centre sportif international Moi, Nairobi, Kenya     | Kenya                                  | 1-2                                    | Éliminatoires Coupe du monde 2026              | Titulaire.                                                                        |

### Buts internationaux
| Buts internationaux de Mario Lemina | Buts internationaux de Mario Lemina | Buts internationaux de Mario Lemina         | Buts internationaux de Mario Lemina | Buts internationaux de Mario Lemina | Buts internationaux de Mario Lemina | Buts internationaux de Mario Lemina | Buts internationaux de Mario Lemina |
|                                     | Date                                | Lieu                                        | Adversaire                          | Score                               | Résultat                            | Compétition                         |                                     |
| ----------------------------------- | ----------------------------------- | ------------------------------------------- | ----------------------------------- | ----------------------------------- | ----------------------------------- | ----------------------------------- | ----------------------------------- |
| 1.                                  | 9 octobre 2015                      | Stade olympique de Radès, Radès, Tunisie    | Tunisie                             | 3-2                                 | 3-3                                 | Match amical                        |                                     |
| 2.                                  | 15 novembre 2016                    | Stade olympique d'El Menzah, Tunis, Tunisie | Comores                             | 1-1                                 | 1-1                                 | Match amical                        |                                     |
| 3.                                  | 5 septembre 2017                    | Stade de la Paix, Bouaké, Côte d'Ivoire     | Côte d'Ivoire                       | 0-2                                 | 1-2                                 | Éliminatoires Coupe du monde 2018   |                                     |

## Palmarès

### En club
Après avoir rejoint la Juventus, Mario Lemina est champion d'Italie en 2016 et 2017. Il remporte également la Coupe d'Italie ces mêmes années. Il est également finaliste de la Ligue des champions en 2017 et finaliste de la Supercoupe d'Italie en 2016.
Avec le Galatasaray SK, il est sacré champion de Turquie en 2025 et remporte la Coupe de Turquie la même année. 
| Juventus FC (4) | Galatasaray SK (2)                                                                       |
| --- | ---------------------------------------------------------------------------------------- |
| - Championnat d'Italie (2) : - Champion : 2016 et 2017. - Coupe d'Italie (2) : - Vainqueur : 2016 et 2017 - Supercoupe d'Italie - Finaliste : 2016 - Ligue des champions - Finaliste : 2017 | - Championnat de Turquie (1) : - Champion : 2025 - Coupe de Turquie : - Vainqueur : 2025 |

### En sélection
Il est champion du monde des moins de 20 ans, avec l'équipe de France des moins de 20 ans en 2013 en battant l'Uruguay aux tirs au but lors de la finale.